# 宋文公
宋文公（？—前589年），名鮑，宋前昭公之庶弟。
宋前昭公七年（前611年）飢荒，公子鮑盡出其倉之粟以濟貧者，收取民心；後公子鮑得到祖母輩的「宋襄公之夫人」幫助，殺宋前昭公於孟諸之藪（古湖泊名，在今河南商丘）。公子鮑得立為君，是為宋文公。隔年，晉靈公即派大將荀林父與諸侯卫国、陈国、郑国出兵伐宋，追究此事。但因宋文公得民心，又行賄各諸侯，各個諸侯國反承認其地位合法，此事遂不了了之。（参见宋郑交兵第22战）
前589年，宋文公去世，厚葬并用活人殉葬。《左传》这样说：“宋国的大臣华元、乐举有失为臣之道。臣子，是为国君去掉烦乱解除迷惑的，因此要冒死去谏诤。现在这两个人，国君活着的时候就由他去放纵作恶，死了以后又增加他的奢侈，这是把国君推入邪恶里去，这不能算是臣子。”